# Anatoli Novikov
Anatoli Novikov (în rusă Анатолий Григорьевич Новиков; n. 18/30 octombrie 1896, Skopin, gubernia Reazan⁠(d), Imperiul Rus – d. 24 septembrie 1984, Moscova, RSFS Rusă, URSS) a fost un compozitor și profesor de muzică rus.